# Крестовоздвиженский храм (Старый Оскол)
Крестовоздвиженский храм - православный храм в Старом Осколе, Белгородской области.

## История
Храм Воздвижения Креста Господня был построен в 1805 году в слободе Ямской города Старый Оскол. Строительство храма велось на средства прихожан. По некоторым сведениям, нынешний каменный храм был воздвигнут на месте деревянной церкви.
В середине XIX века к храму были пристроены два придела: северный освящён в честь св. Митрофана Воронежского, южный – в честь иконы Божией Матери Живоносный источник. Храм первоначально имел вид корабля, после пристройки двух приделов его вид приобрел форму разностороннего креста.
Здание храма оформлено портиками с четырьмя парами тосканских колонн. В 1860 году для храма на средства прихожан были отлиты шесть колоколов. Два больших колокола весили 241 и 87 пудов. Иконостас резной деревянный позолоченный выполнен в стиле барокко с выгнутой центральной частью, состоящий из трех ярусов. Фриз верхнего яруса украшен объемной резьбой растительного характера. Иконы всех ярусов помещены в резные рамы.
Согласно Клировой ведомости от 1916 года, в приходе существовали две школы: мужская (двухклассная) и начальная женская.
В годы советской власти Крестовоздвиженский храм не закрывался, богослужения продолжались, хотя давление со стороны местных органов оказывалось постоянно, и с каждым годом оно усиливалось. В 1936 г. сельсовету было приказано использовать храм как зернохранилище, но прихожане отстояли свой приход.
Храм не закрывался и во время войны, службы здесь шли и во время оккупации Старого Оскола.
В 1993 был восстановлен ансамбль колоколов, их количество составляет восемь штук. Был построен дом притча, в котором существует приходская библиотека, трапезная.
В 2005 году Крестовоздвиженскому храму исполнилось 200 лет. Памятник архитектуры федерального значения с 12 марта 1995 г.